# Aix (rivière)
Pour les articles homonymes, voir Aix.
L'Aix (Eys en 1160, Ays en 1201, du latin aquis "eaux") est une rivière française qui coule dans le département de la Loire. C'est un affluent direct de la Loire en rive gauche.

## Géographie
La longueur de son cours d'eau est de 50,9 km.
L'Aix naît, à une altitude de 1041 m, dans les Bois Noirs à Chausseterre dans les monts de la Madeleine du département de la Loire, et se dirige d'emblée vers l'est, direction qu'il maintient grosso modo tout au long de son parcours. Il se jette dans la Loire (rive gauche) à la limite entre les communes de Nervieux et de Saint-Georges-de-Baroille, à une douzaine de kilomètres au nord-ouest de la ville de Feurs.

## Affluent
L'Onzon, l'Isable.

## Communes traversées
Département de la Loire
- Chausseterre, Saint-Just-en-Chevalet, Saint-Romain-d'Urfé, Juré, Saint-Marcel-d'Urfé, Grézolles, Saint-Martin-la-Sauveté, Saint-Julien-d'Oddes, Nollieux, Saint-Germain-Laval, Pommiers, Nervieux, et Saint-Georges-de-Baroille.

## Hydrologie
L'Aix est une rivière abondante, comme la plupart des cours d'eau issus des monts de la Madeleine, situés dans la région nord-est du Massif central. Son débit a été observé durant une période de 36 ans (1973-2008), à Saint-Germain-Laval, localité du département de la Loire située peu avant son confluent avec la Loire. La surface ainsi étudiée est de 193 km2, soit de moins 50 % de la totalité du bassin versant de la rivière 436 km2 et ne comprend pas le débit de l'Onzon.
Le module de la rivière à Saint-Germain-Laval est de 3,06 m3/s.
L'Aix présente des fluctuations saisonnières de débit assez marquées, comme très souvent dans le massif central. Les hautes eaux se déroulent en hiver et au début du printemps et se caractérisent par des débits mensuels moyens allant de 4,14 à 5,63 m3/s, de décembre à mars inclus (avec un maximum en février). À partir du mois de mars, le débit diminue progressivement jusqu'à la période des basses eaux. Celles-ci ont lieu de juillet à septembre, entraînant une baisse du débit mensuel moyen jusqu'à 0,865 m3/s au mois d'août, ce qui reste très consistant. Mais ces moyennes mensuelles ne sont que des moyennes et cachent des fluctuations bien plus prononcées sur de courtes périodes ou selon les années.

### Étiage ou basses eaux
Aux étiages, le VCN3 peut chuter jusque 0,075 m3/s (75 litres), en cas de période quinquennale sèche, ce qui est moyennement sévère.

### Crues
Les crues peuvent être assez importantes, compte tenu de la taille du bassin versant. Les QIX 2 et QIX 5 valent respectivement 39 et 55 m3/s. Le QIX 10 est de 66 m3/s, le QIX 20 de 76 m3/s, tandis que le QIX 50 se monte à 89 m3/s.
Le débit instantané maximal enregistré à Saint-Germain-Laval a été de 195 m3/s le 14 février 1990, tandis que la valeur journalière maximale était de 54,5 m3/s le 20 janvier 1981. Si l'on compare la première de ces valeurs à l'échelle des QIX de la rivière, cette crue était extrêmement violente, bien plus importante que le niveau d'une crue cinquantennale. Il s'agissait sans doute d'une crue plus que centennale et donc tout à fait exceptionnelle.

### Lame d'eau et débit spécifique
L'Aix est une rivière bien alimentée. La lame d'eau écoulée dans son bassin versant est de 502 millimètres annuellement, ce qui est nettement supérieur à la moyenne d'ensemble de la France (320 millimètres), et bien sûr aussi à la moyenne du bassin de la Loire (plus ou moins 245 millimètres). Le débit spécifique (ou Qsp) atteint le chiffre élevé de 15,9 litres par seconde et par kilomètre carré de bassin.